# Pete Farndon
Pete Farndon (12 de junho de 1952 – 14 de abril de 1983) foi um baixista britânico, mais conhecido como membro fundador da banda de rock The Pretenders.
Foi demitido do grupo em 14 de junho de 1982, morrendo menos de um ano depois ao afogar-se em sua banheira após uma overdose de heroína.
Está sepultado na Igreja São Pedro, Herefordshire na Inglaterra.